# Myxoderma acutibrachia
Myxoderma acutibrachia is een zeester uit de familie Zoroasteridae.
De wetenschappelijke naam van de soort werd in 1984 gepubliceerd door Aziz & Jangoux.